# Mèo đốm gỉ
Mèo đốm gỉ (danh pháp hai phần: Prionailurus rubiginosus) là một loài thuộc họ mèo, là thành viên nhỏ nhất của Họ Mèo. Chúng chỉ sinh sống ở Ấn Độ và Sri Lanka.